# Weilrod
Weilrod est une commune de Hesse (Allemagne), située dans l'arrondissement du Haut-Taunus, dans le district de Darmstadt.
Elle regroupe treize villages (ortsteil) le long de la vallée de la Weil : Altweilnau, Cratzenbach, Emmershausen, Finsternthal, Gemünden, Hasselbach, Mauloff, Neuweilnau, Niederlauken, Oberlauken, Riedelbach, Rod an der Weil et Winden.
Weilrod est jumelée avec Billy-Berclau depuis 2001.

## Perosinailtés liées à la ville
- Philippe III de Nassau-Weilbourg (1504-1559), comte né au château de Neuweilnau.